# Eupsychellus euanthes
Eupsychellus euanthes är en fjärilsart som beskrevs av Hans Fruhstorfer 1919. Eupsychellus euanthes ingår i släktet Eupsychellus och familjen juvelvingar. Inga underarter finns listade i Catalogue of Life.